# Sneaker Pimps
Sneaker Pimps är en brittisk elektronisk muskkgrupp bildad i Hartlepool, England, 1994.
Bandet grundades av Liam Howe och Chris Corner.
I maj 2019 var dåvarande medlemmar Howe, Corner och Pickering djupt engagerade i Sneaker Pimps fjärde album.

## Diskografi

### Studioalbum
- 1996 – Becoming X
- 1999 – Splinter
- 2002 – Bloodsport

### Remixalbum
- 1998 – Becoming Remixed